# Dvořákova vila (Praha)
Dvořákův rodinný dům je jediná novostavba architekta Jana Kaplického v Česku, zasazená na místě se širokým výhledem na kopci nad Braníkem. Dále v Praze před emigrací do Velké Británie (1968) navrhl rekonstrukci podkroví domu ze 16. století, úpravu rodinného domu Jaroslava Dietla na Ořechovce a pamětní desku Franze Kafky v Kaprově ulici.

## Projekt
Projektem malého a stavebně nenáročného rodinného domu s ateliérem splnil architekt požadavky stavebníků – čtyřčlenné rodiny výtvarníků Františka a Ludmily Dvořákových, přátel svých rodičů. Stavba, kterou vedl a prováděl sám majitel, probíhala i v době, kdy Kaplický opustil Československo a natrvalo se usadil v zahraničí. Původní majitelé obývají dům dodnes.
Jan Kaplický, který svou vizi architektury budoucnosti v plné míře rozvinul až v rámci ateliéru Future Systems, založeného v roce 1979, se ve světovém měřítku proslavil technicky náročnými projekty obydlí inspirovaných zařízením kosmických stanic a kabin letadel, ekologickými studiemi originálních organických tvarů nebo návrhy rodinných domů polozapuštěných do terénu.

## Popis
Dvořákův rodinný dům, pocházející z rané fáze architektovy tvorby, nezapře vliv českého meziválečného funkcionalismu. Jedná se o bílý kubus s úzkými vertikálními průřezy okenních otvorů a několika „industriálními“ detaily (prostým kovovým vstupním schodištěm, žebříkem na střechu). Stavba je zakomponována do klesajícího terénu a její přízemí se otvírá na uměle navezenou zahradní terasu. Hlavní vstup z ulice směřuje do dispozičně velmi jednoduše řešeného prvního patra, rozděleného po stranách strmého schodiště na obytný prostor s kuchyní a dvě ložnice. V přízemí se nalézá ateliér a třetí ložnice.